# 509
Năm 509 là một năm trong lịch Julius.